# Żagwiak wielkopory

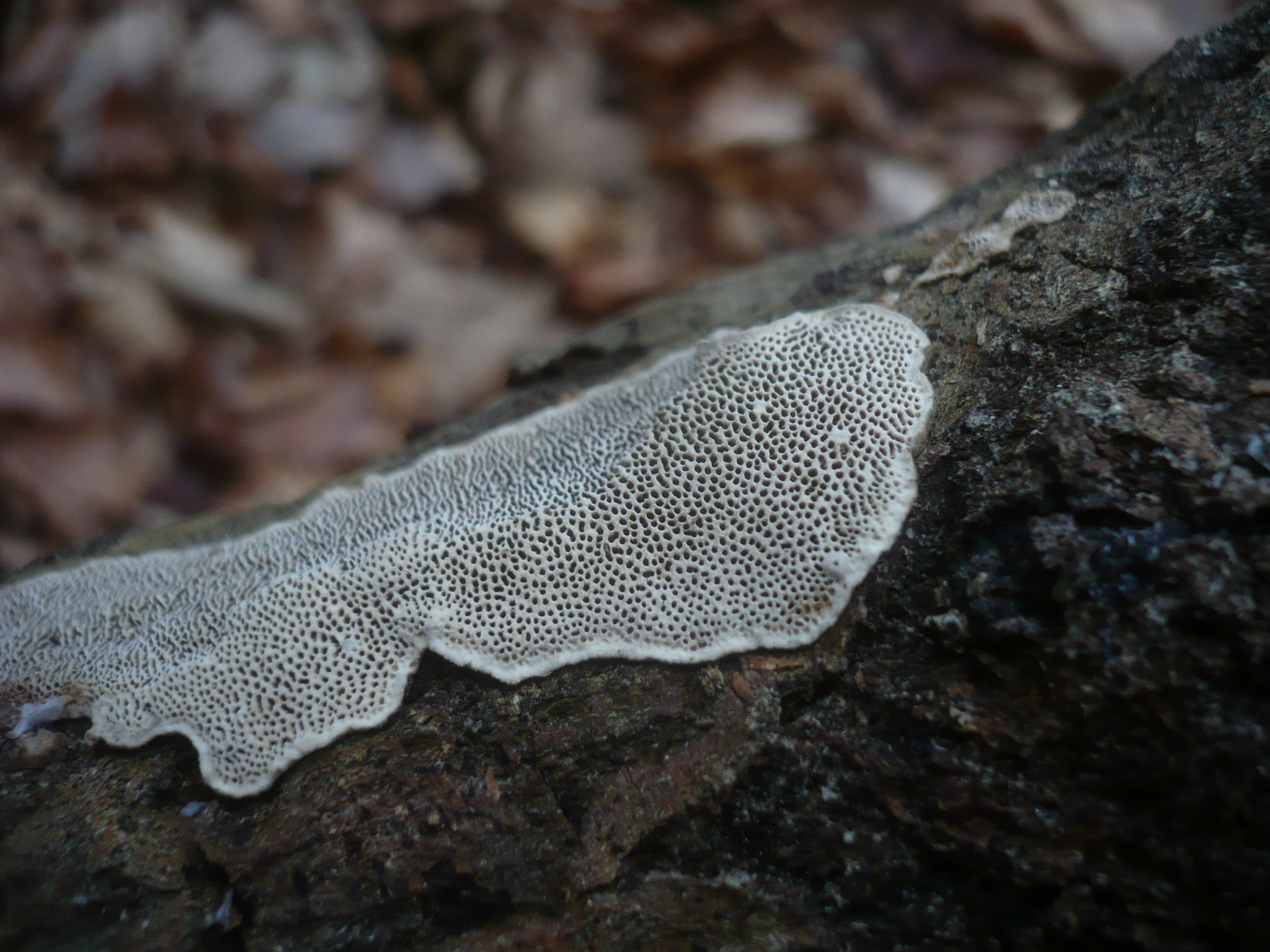

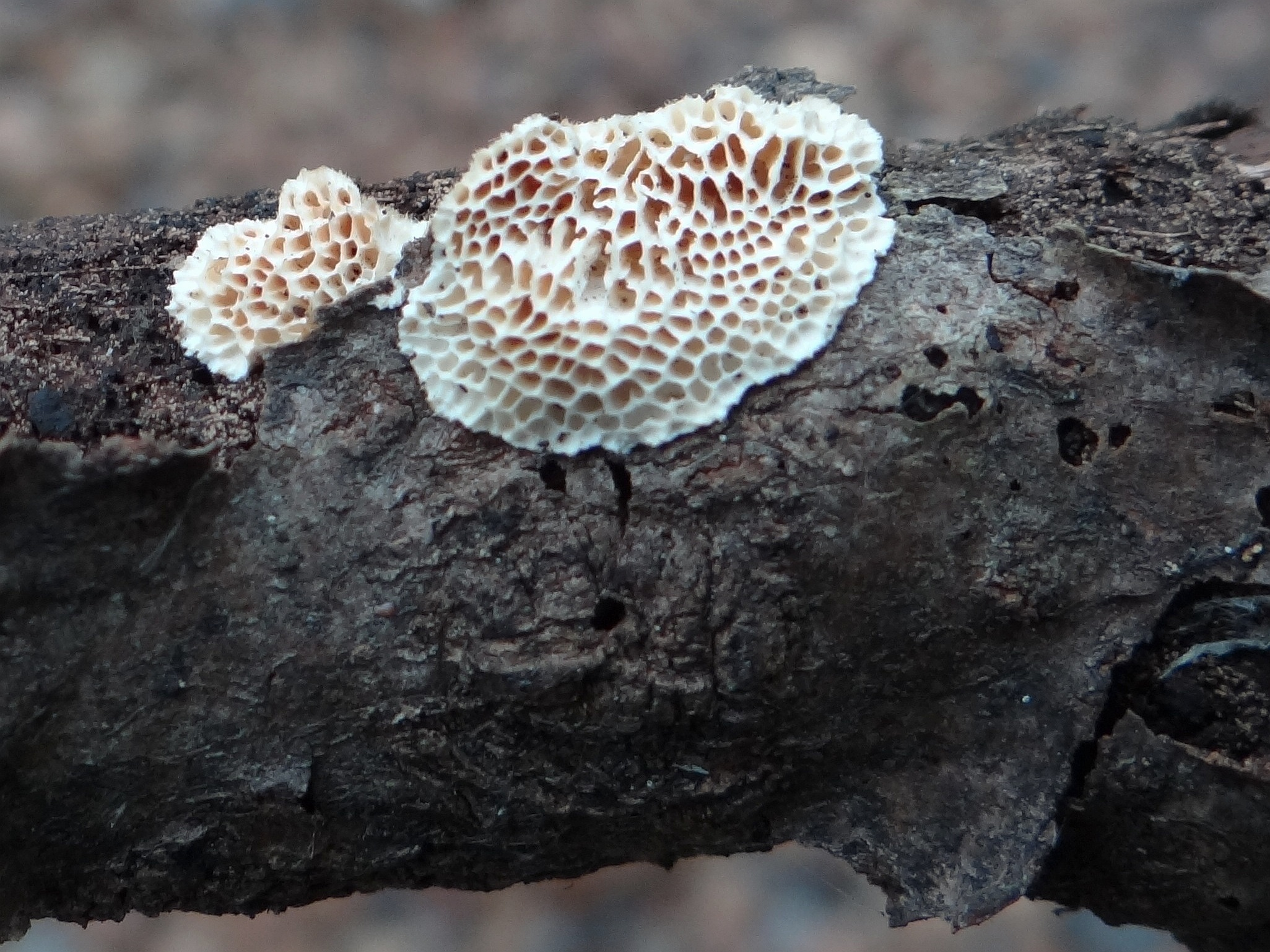
Hymenofor żagwiaka wielkoporego

Żagwiak wielkopory, jamczatka wielkopora (Podofomes mollis (Sommerf.) Gorjón) – gatunek grzybów z rodziny żagwiowatych (Polyporaceae).

## Systematyka i nazewnictwo
Pozycja w klasyfikacji: Podofomes, Polyporaceae, Polyporales, Incertae sedis, Agaricomycetes, Agaricomycotina, Basidiomycota, Fungi (według Index Fungorum).
Po raz pierwszy takson ten zdiagnozował w 1826 r. Søren Christian Sommerfelt nadając mu nazwę Daedalea mollis. Potem zaliczany był do różnych rodzajów. Obecną, uznaną przez Index Fungorum nazwę nadał mu w 2020 r. Sergio Pére Gorjón.
Niektóre z synonimów naukowych:

- Antrodia mollis (Sommerf.) P. Karst. 1879
- Cerioporus mollis (Sommerf.) Zmitr. & Kovalenko 2016
- Cerrena mollis (Sommerf.) Zmitr. 2001
- Daedalea mollis Sommerf. 1826
- Daedaleopsis mollis (Sommerf.) P. Karst. 1899
- Datronia mollis (Sommerf.) Donk 1966
- Polyporus mollis (Sommerf.) P. Karst. 1876
- Polyporus sommerfeltii P. Karst. 1879
- Trametes mollis (Sommerf.) Fr. 1874
- Trametes serpens Fr. 1849[2]

Nazwy polskie: jamczatka miękka (Stanisław Domański 1965), jamczatka gmatwopora (Władysław Wojewoda 1999), jamczatka wielkopora (W. Wojewoda 2003), żagwiak wielkopory (Komisja ds. Polskiego Nazewnictwa Grzybów przy Polskim Towarzystwie Mykologicznym 2021). Wszystkie nazwy polskie są niespójne z aktualną nazwą naukową.

## Morfologia
Owocnik
Grzyb poliporoidalny tworzący rozpostarte lub siedzące owocniki o grubości do 0,6 cm i długości do 17 cm. Czasami mają na ok. 2 cm odgięte brzegi. Górna powierzchnia owocnika jest szczeciniasta lub aksamitna i ma kolor od brązowego do czarnego. Są na niej ciemniejsze, rowkowane smugi na sztywnych włoskach. Hymenofor rurkowy, o barwie brudno beżowej, żółtawobrązowej, szarawej. Rurki mają długość 0,5–5 mm, ich pory średnicę 1–2 mm i kształt nieregularny, nieco wydłużony lub wielokątny. Miąższ jest blado brązowy. Wysyp zarodników ma barwę od jasno- do ciemnobrązowego. Zarodniki cylindryczne o rozmiarach, 8–10 × 2,5–3,5 μm.
Cechy mikroskopowe
System strzępkowy trimityczny. Strzępki generatywne kontekstu szkliste, cienkościenne, ze sprzążkami, o średnicy 2,5–4 µm. Strzępki szkieletowe kontekstu grubościenne, bez przegród, te w niżsej warstwie kontekstu blado zielonkawo-brązowe w KOH, te w górnej, ciemnej warstwie ciemniejsze i brązowe w KOH, o średnicy 2,5–4 µm. Strzępki łącznikowe kontekstu grubościenne, bez przegród, mocno rozgałęzione, o średnicy 2–3 µm. Strzępki tramy podobne do tych w niższej warstwie kontekstu. Dendrohyfidy rozgałęzione i powykrzywiane. obecne na krawędziach przegród, średnicy 1,5–3 µm. Cystydiole brzuchate, cienkościenne, równe z warstwą hymenium, lub nieco nad nią wystające, o wymiarach 25-30 × 4-5 µm, ze sprzążką w podstawi. Podstawki maczugowate z wąską podstawą, 4-ssterygmowe, 25–30 × 5–6,5 µm, ze sprzążką bazalną. Bazydiospory cylindryczne, szkliste, gładkie, nieamyloidalne.

## Występowanie i siedlisko
Występuje na wszystkich kontynentach z wyjątkiem Antarktydy. W piśmiennictwie naukowym na terenie Polski podano bardzo liczne stanowiska. Liczne i bardziej aktualne stanowiska podaje także internetowy atlas grzybów. Zaliczony w nim jest do gatunków zagrożonych i wartych objęcia ochroną.
Grzyb nadrzewny, saprotrof. Siedlisko: lasy liściaste i mieszane, parki. Rozwija się na martwym drewnie liściastym takich gatunków, jak: klony, buki, topole i dęby. Owocniki wytwarza od stycznia do października (w zależności od pogody). Powoduje białą zgniliznę drewna. W zbutwiałym drewnie widoczne są czarne linie międzystrefowe.